# Крайова
Крайо́ва (рум. Craiova) — город в Румынии, в регионе Олтения, административный центр жудеца Долж.
Население муниципия — 304 142 тыс. жителей (2005). По данным переписи 2002 года 97,48 % населения — румыны, 1,5 % — цыгане, 1 % — другие национальности. Большинство жителей православные христиане.
В 2016 году численность населения города составила 387 151 человек.

## Этимология
Большинство версий сходится к славянскому происхождению города, название которого происходит от слова kral'  — краль (король). Впоследствии название перешло в венг. kilkary, рум. crai, но славянский суффикс «ov» сохранялся «Craiova».

## География
Муниципий Крайова расположен в южной части страны, на берегу реки Жиу (рум. Jiu). Крайова находится в самом центре Олтении, на расстоянии 227 км от Бухареста и 68 км от Дуная.

## История
7 сентября 1940 года в городе заключён Крайовский мирный договор, по которому Румыния уступила Болгарии регион Южная Добруджа и обе участницы договора согласились провести обмен населением (этническими меньшинствами) на прилегающих к новой границе территориях.
5 октября 1944 года в городе при посредничестве СССР было заключено соглашение между правительством Болгарии и Национальным комитетом освобождения Югославии о военном сотрудничестве и взаимодействии между болгарскими войсками и частями НОАЮ в ходе боевых действий на территории Югославии.

## Экономика
- Automobile Craiova — производство автомобилей
- Electroputere — производство локомотивов

## Культура
После Бухареста, Крайова занимает второе место в стране по количеству исторических памятников архитектуры: церквей, дворцов и других сооружений. Университет. Институт электротехники.

## Образование
- Университет Крайова

## Транспорт
На востоке от города, на расстоянии 7 км от центра города, расположен Международный аэропорт Крайова. Код ИАТА — CRA, код ИКАО — LRCV. В городе имеется трамвайная сеть.

## Города-побратимы
Крайова является городом-побратимом следующих городов:
| - Куопио, Финляндия - Нантер, Франция - Шиянь, КНР - Скопье, Северная Македония | - Враца, Болгария - Лион, Франция - Уппсала, Швеция |

## Персоналии
- Фроммайер, Маркус Корнель
- Берчану, Штефан — Почётный гражданин Крайовы.
- Дабижа, Николай Трофимович — Почётный гражданин Крайовы.
- Дога, Евгений Дмитриевич — Почётный гражданин Крайовы.
- Мразек, Людовик – румынский академик.
- Чимпой, Михай — Почётный гражданин Крайовы.
- Орашану, Николае — поэт, писатель.